# São Gonçalo Futebol Clube (Rio de Janeiro)
São Gonçalo Futebol Clube é uma agremiação esportiva fundada a 29 de janeiro de 2009, sediada em São Gonçalo, no estado do Rio de Janeiro.

## História

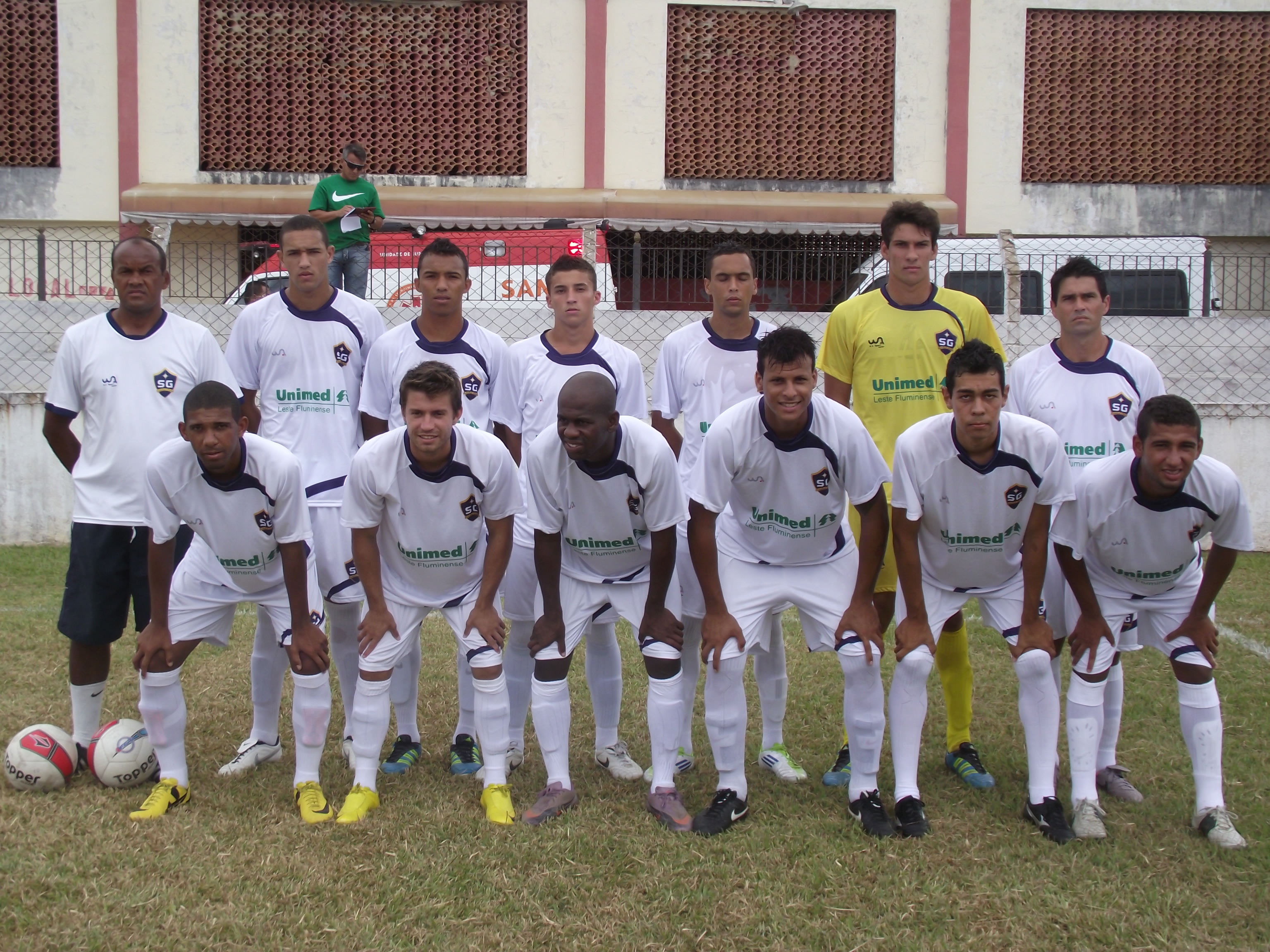
Equipe profissional do São Gonçalo FC em 2012.

O São Gonçalo Futebol Clube é uma agremiação esportiva da cidade de São Gonçalo, Região Metropolitana do estado do Rio de Janeiro. Filiou-se aos quadros da FFERJ em 2011, para a disputa do Campeonato Estadual da Série C, a terceira divisão, do Rio de Janeiro.
O clube é presidido atualmente por Eduardo Alves de Castro. Seu primeiro treinador foi Felipe Conceição. As cores de seu pavilhão são azul e branca.
Sua estreia oficial, como time profissional, ocorreu a 11 de março de 2012, com derrota por 3 a 1 frente ao Tanguá Esporte e Cultura, em jogo realizado no estádio Carlos Gonçalves, em Rio Bonito, válido pela primeira rodada do certame. Em 2012, mandou seus jogos no estádio José Jorge Cordeiro, em São Gonçalo; no Lourival Gomes de Almeida, em Saquarema; e no Carlos Gonçalves, em Rio Bonito.
Na primeira fase, inserido no Grupo "C", a equipe se classifica em terceiro lugar, atrás somente de São Gonçalo Esporte Clube e Tanguá Esporte e Cultura. O Bela Vista Futebol Clube foi o quarto colocado e o Centro Esportivo Arraial do Cabo foi o único eliminado. Na segunda fase o time, inserido no Grupo "E", ficou na última posição e acabou eliminado da competição. Os classificados foram São Gonçalo Esporte Clube e Queimados Futebol Clube. O Clube de Futebol São José também foi eliminado.
O clube tem uma forte rivalidade com o São Gonçalo EC, tendo o duelo a alcunha de Clássico dos Xarás.

## Treinadores
- Felipe Conceição "Tigrão" (2012)
- Valteir Franco (2012-2013)
- Fabio Raulino (2013)
- Márcio Bittencourt (2013)
- Marcus Alexandre Cravo (2013-2014)

## Estatísticas

### Participações
| Competição          | Temporadas | Melhor campanha     | Estreia | Última | P | R |
| ------------------- | ---------- | ------------------- | ------- | ------ | - | - |
| Série B1 do Carioca | 1          | 14º colocado (2015) | 2015    | 2015   | – | – |
| Série B2 do Carioca | 3          | Vice-campeão (2014) | 2012    | 2014   | – | – |